# Тьяго Алвес (тенісист)
Тьяго Алвес (порт. Thiago Alves; нар. 22 травня 1982) — колишній бразильський тенісист.
Найвищу одиночну позицію світового рейтингу — 88 місце досяг 13 липня, 2009, парну — 151 місце — 30 жовтня, 2006 року.
Найвищим досягненням на турнірах Великого шолома було 2 коло в одиночному розряді.
Завершив кар'єру 2014 року.

## Титули за кар'єру

### Одиночний розряд (7)
| Легенда                |
| ---------------------- |
| Великий Шлем (0)       |
| Tennis Masters Cup (0) |
| Серія Мастерс ATP (0)  |
| Тур ATP (0)            |
| Челленджери (7)        |

| Титули за покриттям |
| ------------------- |
| Тверде (6)          |
| Трава (0)           |
| Ґрунт (1)           |
| Килим (0)           |

| Ранг | Дата            | Турнір                  | Покриття | Суперник      | Рахунок            |
| ---- | --------------- | ----------------------- | -------- | ------------- | ------------------ |
| 1.   | 15 серпня 2005  | Манта, Еквадор          | Тверде   | Леслі Джозеф  | 6–4, 6–1           |
| 2.   | 10 жовтня 2005  | Кіто, Еквадор           | Ґрунт    | Маркуш Даніел | 1–6, 7–6(7–1), 6–2 |
| 3.   | 31 липня 2006   | Белу-Оризонті, Бразилія | Тверде   | Андре Са      | 6–3, 0–6, 6–4      |
| 4.   | 14 серпня 2006  | Манта, Еквадор          | Тверде   | Бріан Дабуль  | 6–2, 6–2           |
| 5.   | 31 грудня 2007  | Сан-Паулу, Бразилія     | Тверде   | Карлос Берлок | 6–4, 3–6, 7–5      |
| 6.   | 8 січня 2012    | Сан-Паулу, Бразилія     | Тверде   | Гаштан Еліаш  | 7–6(7–5), 7–6(7–1) |
| 7.   | 18 березня 2012 | Гвадалахара, Мексика    | Тверде   | Паоло Лоренці | 6–3, 7–6(6–4)      |

### Парний розряд (3)
| Легенда                |
| ---------------------- |
| Великий Шлем (0)       |
| Tennis Masters Cup (0) |
| Серія Мастерс ATP (0)  |
| Тур ATP (0)            |
| Челленджери (3)        |

| Титули за покриттям |
| ------------------- |
| Тверде (3)          |
| Трава (0)           |
| Ґрунт (0)           |
| Килим (0)           |

| Ранг | Дата            | Турнір              | Покриття | Партнер         | Суперники                    | Рахунок          |
| ---- | --------------- | ------------------- | -------- | --------------- | ---------------------------- | ---------------- |
| 1.   | 2 січня 2006    | Сан-Паулу, Бразилія | Тверде   | Флавіо Саретта  | Лукас Енжел Андре Гем        | 7–6(12–10), 6–3  |
| 2.   | 13 березня 2006 | Салінас, Еквадор    | Тверде   | Жуліо Сілва     | Андре Гем Алешандре Сімоні   | 7–6(7–5), 6–4    |
| 3.   | 8 серпня 2010   | Сеговія, Іспанія    | Тверде   | Франко Феррейро | Браян Баттістоун Харш Манкад | 6–2, 5–7, [10–8] |

## Поразка

### Одиночний розряд (10)
| Легенда                |
| ---------------------- |
| Великий Шлем (0)       |
| Tennis Masters Cup (0) |
| Серія Мастерс ATP (0)  |
| Тур ATP (0)            |
| Челленджери (10)       |

| Фінали за покриттям |
| ------------------- |
| Тверде (8)          |
| Трава (0)           |
| Ґрунт (2)           |
| Килим (0)           |

| Ранг | Дата            | Турнір                     | Покриття | Opponen             | Рахунок                 |
| ---- | --------------- | -------------------------- | -------- | ------------------- | ----------------------- |
| 1.   | 18 липня 2005   | Тарзана, Лос-Анджелес, США | Тверде   | Олександр Богомолов | 6–3, 6–2                |
| 2.   | 2 січня 2006    | Сан-Паулу, Бразилія        | Тверде   | Флавіо Саретта      | 7–6(7–2), 6–3           |
| 3.   | 25 вересня 2006 | Грамаду, Бразилія          | Тверде   | Франко Феррейро     | 3–6, 7–6(7–4), 6–5 ret. |
| 4.   | 4 серпня 2008   | Сеговія, Іспанія           | Тверде   | Сергій Стаховський  | 7–5, 7–6(7–4)           |
| 5.   | 29 вересня 2008 | Аракажу, Бразилія          | Ґрунт    | Пауль Капдевіль     | 7–5, 6–4                |
| 6.   | 12 липня 2009   | Пособланко, Іспанія        | Тверде   | Кароль Бек          | 6–4, 6–3                |
| 7.   | 8 серпня 2009   | Кампус-ду-Жордан, Бразилія | Тверде   | Орасіо Себальйос    | 6–7(4–7), 6–4, 6–3      |
| 8.   | 8 травня 2010   | Рамат-га-Шарон, Ізраїль    | Тверде   | Конор Ніланд        | 5–7, 7–6(7–5), 6–3      |
| 9.   | 21 серпня 2010  | Салвадор, Бразилія         | Тверде   | Рікардо Мелло       | 5–7, 6–4, 6–4           |
| 10.  | 16 вересня 2012 | Калі, Колумбія             | Ґрунт    | Жоао Соуза          | 6–2, 6–4                |

### Парний розряд (7)
| Легенда                |
| ---------------------- |
| Великий Шлем (0)       |
| Tennis Masters Cup (0) |
| Серія Мастерс ATP (0)  |
| Тур ATP (0)            |
| Челленджери (7)        |

| Фінали за покриттям |
| ------------------- |
| Тверде (2)          |
| Трава (0)           |
| Ґрунт (5)           |
| Килим (0)           |

| Ранг | Дата             | Турнір                  | Покриття | Партнер         | Суперники                             | Рахунок          |
| ---- | ---------------- | ----------------------- | -------- | --------------- | ------------------------------------- | ---------------- |
| 1.   | 10 квітня 2006   | Флоріанополіс, Бразилія | Ґрунт    | Жуліо Сілва     | Максімо Гонсалес Серхіо Ройтман       | 6–2, 3–6, [10–5] |
| 2.   | 5 березня 2007   | Салінас, Еквадор        | Тверде   | Франко Феррейро | Скотт Ліпскі Девід Мартін             | 7–5, 7–6(11–9)   |
| 3.   | 29 вересня 2008  | Аракажу, Бразилія       | Ґрунт    | Жоао Соуза      | Хуан-Мартін Арангурен Франко Феррейро | 6–4, 6–4         |
| 4.   | 3 листопада 2008 | Гуаякіль, Еквадор       | Ґрунт    | Рікардо Хосевар | Себастьян Декуд Сантьяго Хіральдо     | 6–4, 6–4         |
| 5.   | 4 жовтня 2009    | Неаполь, Італія         | Ґрунт    | Аугусто Ларанжа | Гвідо Андреоцці Марсель Фельдер       | 6–3, 6–3         |
| 6.   | 12 травня 2012   | Ріу-Кенті, Бразилія     | Тверде   | Лукаш Росол     | Іван Додіг Фред Жіл                   | 6–1, 6–3         |
| 7.   | 22 вересня 2013  | Кампінас, Бразилія      | Ґрунт    | Тьяго Монтейро  | Гвідо Андреоцці Максімо Гонсалес      | 6–4, 6–4         |